# Ценцы
Ценцы — река в России, протекает в Ивановской области. Устье реки находится в 4,2 км по левому берегу залива Сунжи Горьковского водохранилища. Длина реки составляет 13 км, площадь водосборного бассейна 56 км².

## Данные водного реестра
По данным государственного водного реестра России относится к Верхневолжскому бассейновому округу, водохозяйственный участок реки — Волга от города Кострома до Горьковского гидроузла (Горьковское водохранилище), без реки Унжа, речной подбассейн реки — Волга ниже Рыбинского водохранилища до впадения Оки. Речной бассейн реки — (Верхняя) Волга до Куйбышевского водохранилища (без бассейна Оки).
Код объекта в государственном водном реестре — 08010300412110000013520.